# فيزيل
فيزيل هي بلدية فرنسية تقع في إقليم إزار جنوب شرق فرنسا.